# 1066
1066 (MLXVI) je bilo navadno leto, ki se je po julijanskem koledarju začelo na nedeljo.

## Dogodki

### Normanska osvojitev Anglije
- 4. januar - Umre angleški kralj Edvard Spoznavalec, ki ne zapusti naslednikov. Angeško visoko plemstvo za kralja Anglije nemudoma imenuje grofa iz hiše Wessex Haralda Godwinsona. To odločitev spodbijata norveški kralj Harald Hardrada in normanski vojvoda Viljem II. ↓
- 8. januar → Kronanje Harolda Godwinsona za kralja Anglije. ↓
- januar → Harold se poroči z Ealdgyth, hčerko Aelfgarja, grofa Mercije in vdovo valižanskega kralja Gruffudda ap Llywelyna.
- 20. marec - Halleyjev komet doseže perihelij. Znanilec nesreče naznanja nove težke preizkušnje za novega angleškega kralja. 1145 ↔

#### Epizoda z Norvežani
- september - Harald Hardrada odpluje v Anglijo s tristotimi ladjami. Na obali severne Anglije ga pričaka upornik in Haroldov brat Tostig Godwinson, s katerim združita sile. Norveški invazijski armadi se pridružijo še škotski najemniki. Preden Harald H. odpljuje proti severni Angliji postavi za regenta starejšega sina Magnusa II., mlajši Olaf pa odpluje z njim. ↓
- 20. september → Bitka pri Fulfordu: norveški kralj Harald Hardrada in Haroldov brat Tostig Godwinson premagata northumbrijskega grofa Morcarja in mercijskega grofa Edwina. S to bitko Harald H., ki na obeh straneh zahteva številne žrtve, zlomi odpor v severni Angliji in ustvari pogoje za invazijo. Po bitki Norvežani zavzamejo mesto York in od mesta zahtevajo 100 talcev iz vrst imenitnikov.↓
- → Harald G. je zaradi poraza prisiljen z vojsko čim hitreje marširati v severno Anglijo, več kot 300 km v manj kot štirih dneh, da bi presenetil Norvežane, še preden bi se ti popolnoma izkrcali in uredili. ↓
- 25. september → Bitka pri Stamford Bridgeju: kar je bilo sprva mišljeno kot primopredaja talcev iz Yorka, se izkaže za usoden fiasko norveškega kralja Haralda. Ob pospešenem vojaškem maršu Harald Godwinson uspe presenetiti norveško invazijsko armado med primopredajo talcev in jo popolnoma poraziti. Na strani Norvežanov sta bila ubita oba voditelja: norveški kralj Harald in vodja upornikov Tostig Godwinson. ↓
- → Norvežanov, ki so pripluli na prvotno 300 ladjah, preživi zgolj za 24 ladij, ki se pod vodstvom mladoletnega kraljevega sina Olafa III. vrnejo nazaj v domovino.
- Po smrti norveškega kralja Haralda Hardrade v bitki pri Stamford Bridgeju prevzame norveško krono Magnus II. Haraldsson.

#### Invazija Normanov
- 28. september - Vojvoda Viljem II. Normandijski se s svojo vojsko izkrca na obali Anglije pri Pevenseyju. Normani izkoristijo naravno obrambno lego lesenega utrjenega gradu Hastings in nemudoma pričnejo z utrjevanjem. Harold G. se ob novici izkrcanja Normanov vrača proti Londonu.

- 14. oktober → Bitka pri Hastingsu: odločujoča zmaga normanske vojske Viljema II. nad anglosaksonsko kralja Haralda Godwinsona. Harold  poskuša s hitrim maršem presenetiti Viljema podobno kot Norvežane v bitki pri Stamford Bridgeju, vendar je opažen. Vojski se spopadeta približno 10 km od Hastingsa, bitka je ostra in traja do teme. Proti koncu popoldneva bitko odloči Haroldova smrt, ki naj bi ga zadela puščica v glavo. Anglosaksonska vojska se brez voditelja v neredu razpusti. Pot do Londona je za Normane odprta. ↓
- → Dva sinova Haralda Godwinsona Godwine in Edmund Haraldson ubežita bojišču in poiščeta zaščito pri irskem kralju Leinsterja.
- 25. december → Westminstrska opatija: kronanje Viljema Osvajalca za angleškega kralja (Vilijem I. Angleški).

### Ostalo
- 30. december - Pogrom Judov v muslimanski Granadi. V muslimanski Andaluziji so najvplivnejši položaji, tudi vojaški, pogosto zaupani Judom, ki se jim za opravljanje funkcije ni bilo treba spreobrniti, kakor je bila navadno praksa širom islama. Pogrom v Granadi je bil usmerjen proti judovskemu vezirju tega mesta, Jožefu ibn Naghreli, ki si je z vplivom na emirja pridobil mnogo sovražnikov med granadskim muslimanskim višjim slojem. Ti naščuvajo množico v obračun z Judi, večina mestnih Judov je pomorjenih ter Jožef ibn Naghrela križan.
- Cesar Henrik IV. Nemški odvzame vse privilegije nadškofu Hamburga Adalbertu, enemu iz klike ugrabiteljev-tutorjev. Istega leta se, šestnajstleten, poroči z Berto Savojsko. Zakon ni posebno srečen.
- Med dosedanjima zaveznicama Genovo in Piso, ki ju je družil proti-arabski interes, izbruhne kratka pomorska vojna za nadzor nad Sardinijo.
- Po smrti švedskega kralja Stenkila se za krono spopadeta predendenta za prestol, o katerih je znano samo, da je obema ime Erik: prvi Erik Stenkilsson in drugi Erik Pogan.
- Poganski upor Slovanov (Vendov) na Saškem znotraj Rimsko-nemškega cesarstva proti poskusom pokristjanjevanja. Uporniki bogu gostoljubja Radegastu žrtvujejo mecklenburškega škofa in irskega misijonarja Janeza Škota (Iohannes Scotus).

## Rojstva
Neznan datum
- Al-Afdal Shahanshah, fatimidski vezir († 1121)
- Irena Dukas, bizantinska cesarica († 1133)
- Tutuš I., seldžuški sultan († 1095)

## Smrti
- 5. januar - Edvard Spoznavalec, angleški kralj (* 1003)
- 25. september: 
  - Harald Hardrada, norveški kralj (* 1015)
  - Tostig Godwinson, anglo-saksonski grof Northumbrije, brat kralja Harolda (* 1026)
- 14. oktober:
  - Harald Godwinson, angleški kralj (* 1022)
  - Gyrth Godwinson, angleški grof, brat kralja Harolda (* 1032)
  - Leofwine Godwinson, angleški grof, brat kralja Harolda (* 1035)
- 30. december - Jožef ibn Naghrela, mavrski judovski vezir (* 1035)

Neznan datum
- Amr-al-Karmani, španski muslimanski astronom, filozof, matematik in učenjak (* 970)
- Stenkil, švedski kralj
- Teobald iz Provanse, francoski puščavnik, svetnik (* 1033)
- Udajaditjavarman II., kmerski kralj